# Крутец (Кировская область)
Крутец — деревня в Оричевском районе Кировской области в составе Усовского сельского поселения.

## География
Находится на расстоянии примерно 11 километров по прямой на юго-восток от районного центра поселка Оричи.

## История
Известна с 1764 года как починок Крутецкой с  населением 15 человек. В 1873 учтено дворов 11 и жителей 87, в 1905 22 и 168, в 1926 27 и 139, в 1950 23 и 69 соответственно. В 1989 году оставался 1 постоянный житель.

## Население
Постоянное население  составляло 0 человек в 2002 году, 3 в 2010.